# X-COM: Interceptor
X-COM: Interceptor est un jeu vidéo de combat spatial et de stratégie au tour par tour développé et édité par MicroProse, sorti en 1998 sur Windows.
X-COM: Interceptor, bien que sorti quatrième dans l'ordre de la série X-COM se déroule avant le troisième épisode, X-COM: Apocalypse. Le jeu a été réédité en 2008 sur Steam et GamersGate et de nouveau en 2016 sur GOG.com,,.

## Système de jeu
Le rôle du joueur comprend la gestion d'un certain nombre de stations spatiales X-COM, le pilotage de chasseurs spatiaux lors de rencontres hostiles tout en coordonnant les ailiers ainsi que la gestion des ressources et de la recherche. 